# Juanín García
Juan García Lorenzana, detto Juanín (León, 28 agosto 1977), è un ex pallamanista spagnolo. Ha partecipato alle Olimpiadi estive del 2008 a Pechino come membro della nazionale spagnola di pallamano maschile. La squadra ha vinto la medaglia di bronzo, sconfiggendo la Croazia nella finalina
È il miglior marcatore nella storia della Liga ASOBAL, il massimo campionato spagnolo, avendo segnato 2685 reti in 628 partite ufficiali.

## Palmarès

### Olimpiadi
- 1 medaglia:
  - 1 bronzo (Pechino 2008)

### Mondiali
- 2 medaglie:
  - 1 oro (Tunisia 2005)
  - 1 bronzo (Svezia 2011)

### Europei
- 1 medaglia:
  - 1 argento (Svizzera 2006)

### Giochi del Mediterraneo
- 1 medaglia:
  - 1 oro (Almería 2005)